# Monday.com
monday.com — сервіс по управлінню проектами який допомагає організаціям керувати задачами, проектами та працювати командами над ними. Станом на 2020 рік компанія обслуговує 100 000 організацій, включаючи багато не технічних організацій. У липні 2019 року компанія зібрала 150 мільйонів доларів інвестицій, та загалом оцінювалася в 1,9 мільярда доларів. В 2020 сервіс Monday.com виграв нагороду Webby Award for Productivity в категорії Apps, Mobile & Voice.

## Історія
Сервіс був створений в 2010 як внутрішній інструмент ізраїльської компанії Wix.com. У лютому 2012 року продукт був відокремлений від Wix в окрему компанію під назвою daPulse. Рой Манн, колишній працівник Wix, став Генеральним директором. До серпня того ж року компанія зібрала 1,5 мільйона доларів США в першому раунді фінансування.
У листопаді 2017 року компанія змінила свою торгову марку з daPulse на monday.com. У липні 2018 року компанія залучила раунд фінансування серії С на суму 50 мільйонів доларів США. Раунд очолила нью-йоркська фірма прямих інвестицій Stripes Group, за участю існуючих інвесторів серій А і В, Insight Venture Partners і Entrée Capital. У липні 2019 року компанія оголосила, що залучила 150 мільйонів доларів США раунду серії D, довівши загальний обсяг фінансування до 234,1 мільйона доларів США. Раунд очолив Sapphire Ventures за участю Hamilton Lane, HarbourVest Partners, ION Crossover Partners та Vintage Investment Partners.

## Продукт
monday.com - це веб та мобільна платформа для управління роботою, включаючи відстеження проектів, задач та колективну співпрацю над ними. Сервіс підходить під широкий спектр бізнес-операцій, включаючи маркетинг, продажі, ІТ, підтримку клієнтів, роботу з персоналом та ЗМІ. Можливості платформи включають понад 100 попередньо створених шаблонів автоматизації та понад 50 інтеграцій з іншими робочими програмами.

### API
monday.com інтегрується за допомогою API з іншими сервісами.

## Конкуренти
Asana, Trello, Worksection, Basecamp, Wrike